# Рейтарська, 3/2
Будинок № 3/2 (будинок для командного складу УВО) — будівля архітектора Анатолія Добровольського, яка розташована на розі Рейтарської і Золотоворітської вулиць із відступом від червоної лінії.
Наказом Головного управління охорони культурної спадщини № 10/34-11 від 10 червня 2011 року внесена до обліку пам'яток архітектури.
Пам'ятка київського конструктивізму органічно вписана в історичне середовище міста.

## Будівництво і використання будівлі
Під будівництво житла для командного складу Українського військового округу (УВО) виділили ділянку садиби ХІХ сторіччя в історичному центрі міста. 1935 року на ній спорудили будинок, який став першою значною роботою архітектора Анатолія Добровольського (1910—1988). У проєктуванні брав участь також Йосип Каракіс.
1967 року набудували ще один поверх. Після реконструкції зникли віконця для освітлення горища. Зрештою, зміни призвели до спотворення первісного композиційного задуму.
У сучасну добу на першому поверсі розміщені офіси.

## Архітектура
П'ятиповерхова, цегляна, Г-подібна у плані будівля отинькована теразитом. Складається із чотириповерхового крила вздовж Золотоворітської вулиці і п'ятиповерхового наріжжя складної конфігурації. Будинок має поздовжні тримальні стіни, як конструктивну основу, пласкі перекриття на дерев'яних балках і бляшане покриття.
У будинку передбачені ліфт у наріжній частині і 16 квартир, по три на кожному поверсі. П'ятикімнатна квартира у торцевій секції має чорний хід, характерний для дорогих прибуткових будинків Києва попередньої доби.
Парадна кімната у наріжній секції і найкомфортніші кімнати в інших квартирах звернені на озелененого подвір'я.

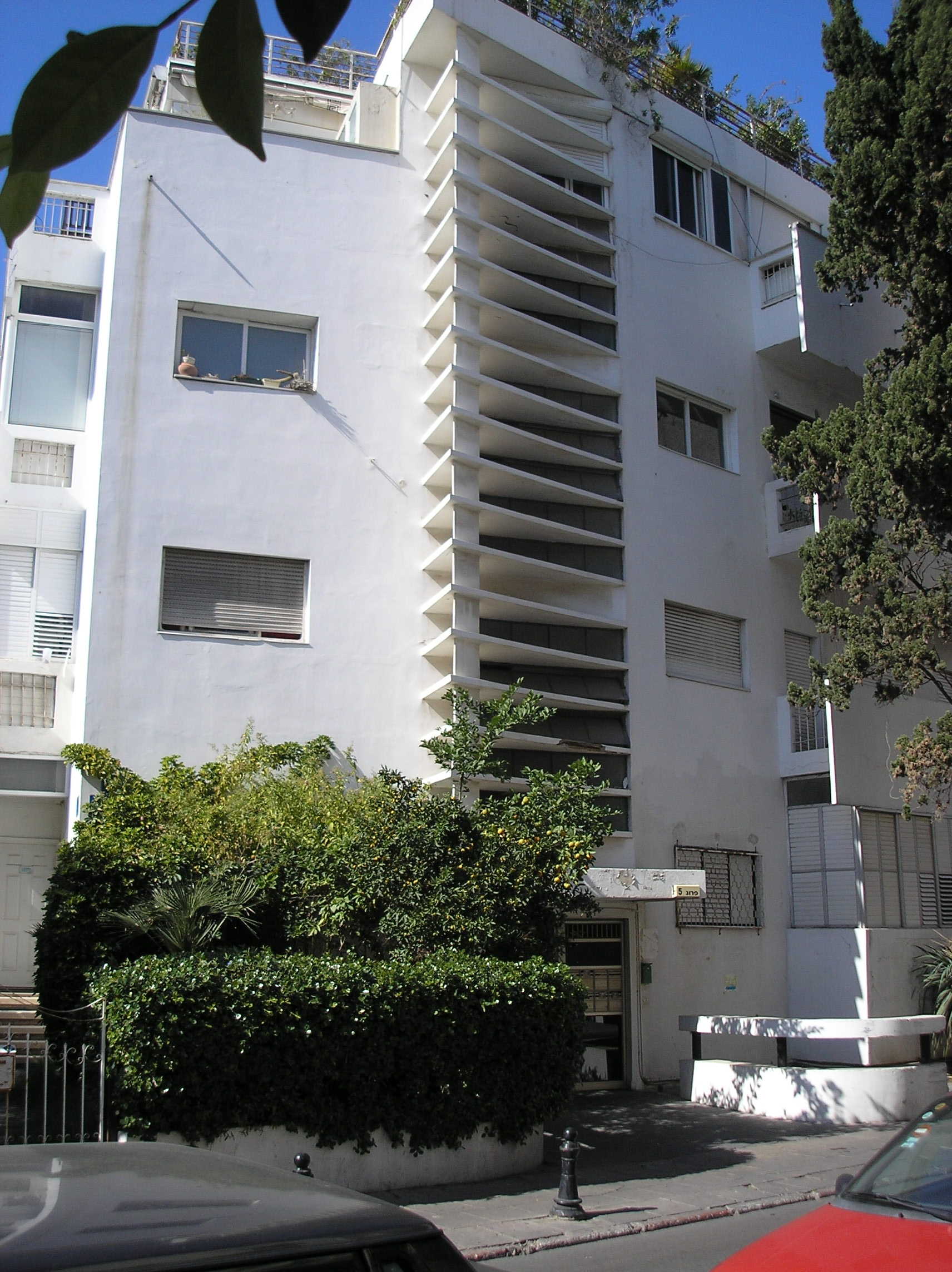
«Будинок-термометр» (Тель-Авів) так само має сходову клітку з тіньовими екранами

В архітектурних формах житлового будинку простежується поступова відмова від конструктивізму. З одного боку, тут уже є великий класицистичний руст і профіль смуги над першим поверхом, вінцевий карниз, вишукані невеликі колони на лоджіях наріжної частини. З іншого боку, архітектор застосував характерні для конструктивізму вертикалі вікон сходової клітки, декорованих горизонтальними збірними залізобетонними планками. Цей елемент зближує споруду з «Будинком-термометром» із тіньовими екранами, зведеним у ті ж роки архітектором Єгудою Люлькою в інтернаціональному стилі на території Білого Міста в Тель-Авіві. У цілому, вертикальне вікно — добре відомий мотив в інтернаціональному стилі. Водночас планки відіграють роль тіньових екранів у спекотну сонячну погоду, а отже, мають радше функціональне, ніж декоративне призначення.